# Tatra 11
La Tatra T11 a été le premier modèle Tatra à utiliser la combinaison unique de composants majeurs qui sont encore en usage sur les camions produits par Tatra à ce jour.

## Origines
Hans Ledwinka créa le design de la T11 tout en travaillant pour Steyr en Autriche. Il croyait qu'il y avait un besoin pour une petite voiture, et effectua les travaux de création en dehors de son travail. Il offrit son design à la direction de Steyr, qui le rejeta. Il quitta l'entreprise rapidement, pour revenir travailler chez un employeur précédent,  Nesseldorfer, en Moravie, qui deviendra bientôt Tatra. C'était en 1921 et le développement de la T11 a commencé peu de temps après. La T11 a été produite entre 1923 et 1927 à 3.847 exemplaires. Elle a été ensuite remplacée par la T12, un développement à quatre freins de même conception, dont 7.222 exemplaires avaient été faits lorsque la production fut interrompue en 1936.

## Spécifications
La Tatra T11 avait une unité comprenant le moteur et la boîte de vitesses vissée à l'avant d'une ossature tubulaire avec arbre moteur clos, qui tenait lieu de châssis central. Boulonné à l'arrière de la colonne vertébrale se trouvait une unité d'entraînement final qui, à l'aide d'un assemblage d'engrenages, transmettait non seulement les changements de direction et de vitesse de la voiture, mais facilitait le mouvement des essieux oscillants sans employer de joints flexibles.
Le moteur de la T11 était refroidi par air, à deux cylindres opposés horizontalement et à soupapes en tête. Il avait une cylindrée de 1.057 cm³ et était situé au-dessus de l'essieu avant rigide qui lui était attaché par un ressort à lames elliptiques transversal.

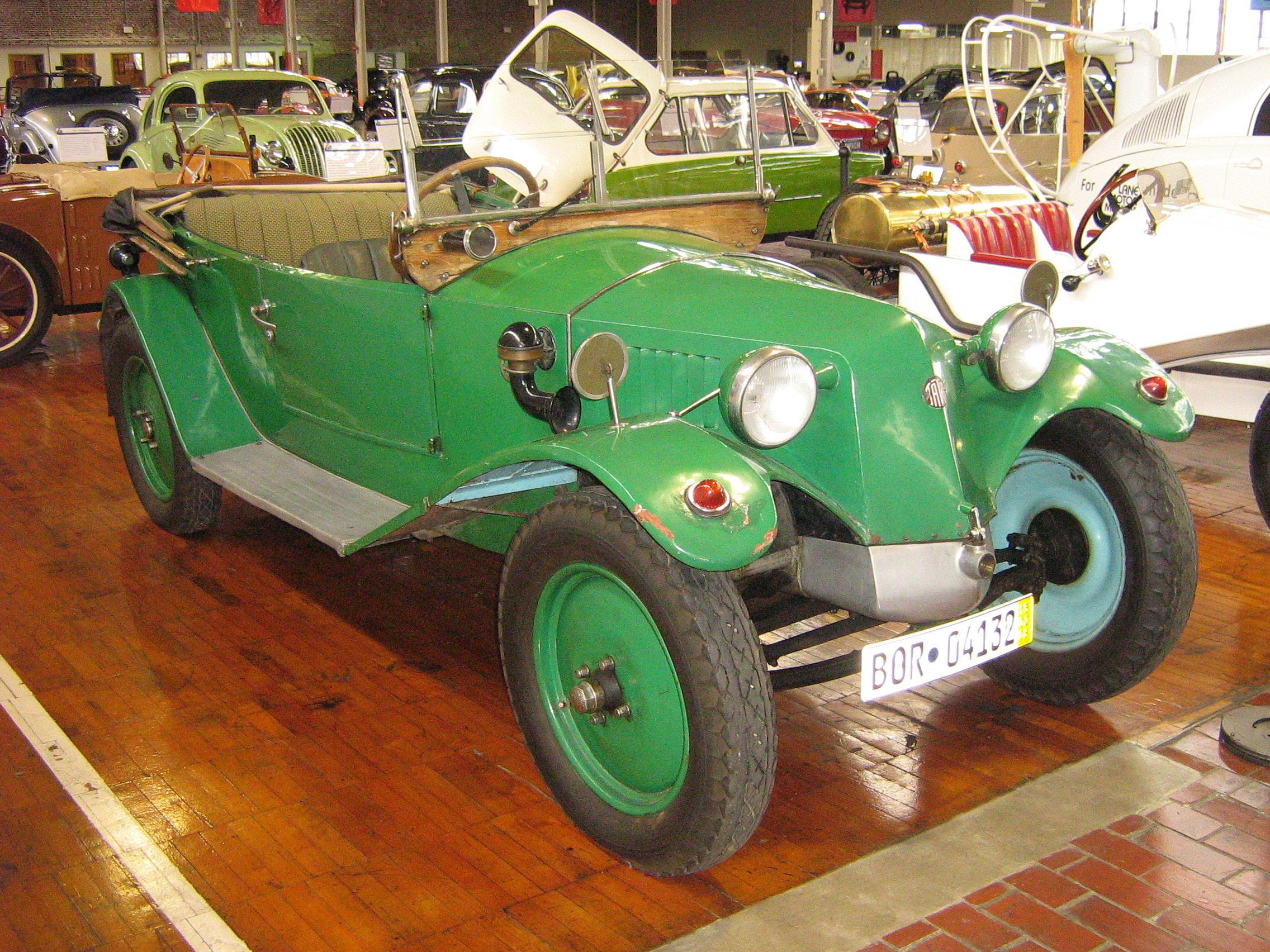
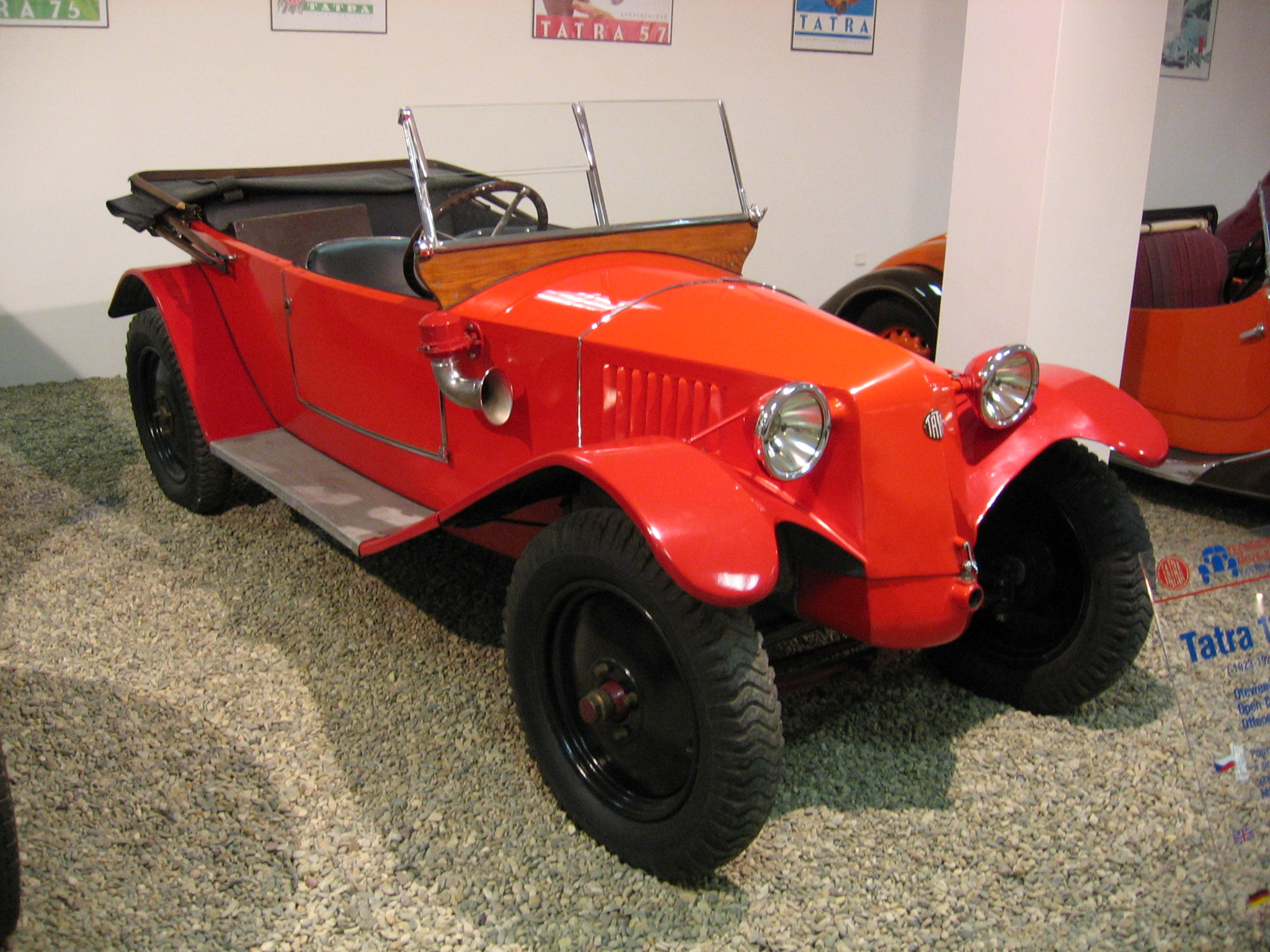
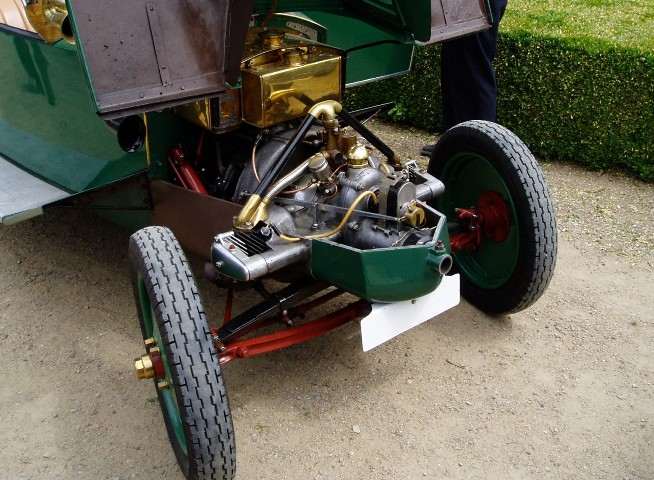
moteur de la T11
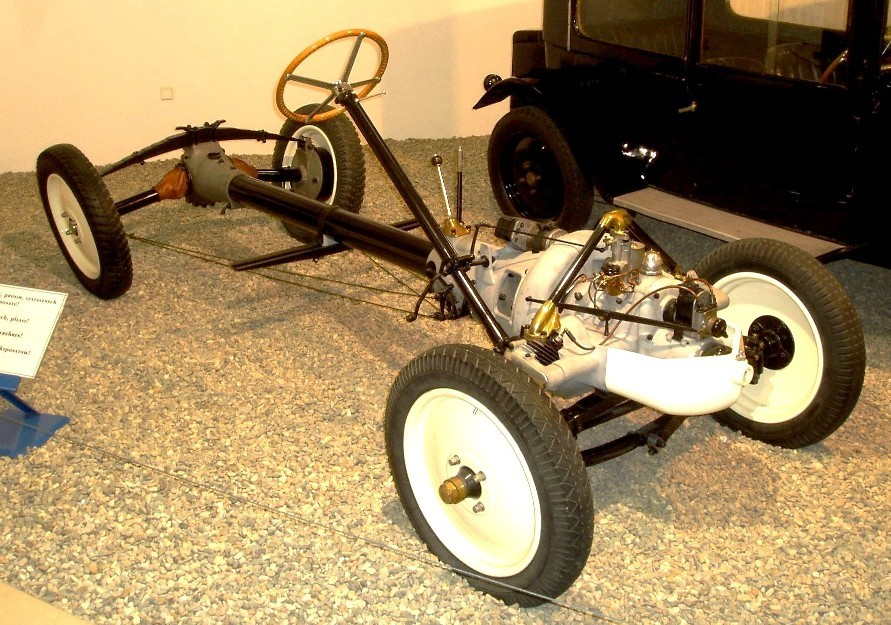
châssis de la T11

## Héritage
À partir de 1931, la T12 est rejointe par la T57 équipée d'un moteur quatre cylindres à plat à refroidissement à air de 1.155 cm³ et par la T54 avec un moteur de 1.465 cm³ de même configuration, les deux modèles étant basés sur le format original de la T11. Seuls 486 modèles T54 avaient été produits en 1936, lors de l'arrêt de la production.
La T57 a été développée en versions T57A, T57B et T57K, restant en production jusqu'en 1948, date à laquelle plus de vingt-sept mille exemplaires avaient été produits, les derniers modèles ayant un moteur de 1.256 cm³